# 올리비에 오리아크
올리비에 오리아크(Olivier Auriac, 1983년 9월 14일 ~ )은 프랑스의 전 축구 선수이다. 현역 시절 포지션은 미드필더였다.